# Meulebeke
Meulebeke este o comună neerlandofonă situată în provincia Flandra de Vest, regiunea Flandra din Belgia. La 1 ianuarie 2008 avea o populație totală de 11.031 locuitori.

## Geografie
Suprafața totală a comunei este de 29,35 km². Comuna Meulebeke este formată din mai multe localități. Acestea sunt:
| - I. Meulebeke - II. 't Veld - III. Marialoop - IV. De Paanders |

Localitățile limitrofe sunt:
- Comuna Oostrozebeke:
  - a. Oostrozebeke
- Comuna Ingelmunster:
  - b. Ingelmunster
- Comuna Izegem:
  - c. Emelgem
- Comuna Ardooie:
  - d. Ardooie
- Comuna Pittem:
  - e. Pittem
- Comuna Tielt:
  - f. Tielt

## Personalități
- Karel Van Mander (1548 – 1606) pictor și scriitor.

1. ↑  Crossroad Bank of Enterprises, accesat în 17 iulie 2023